# Nukleozid-trifosfat-heksoza-1-fosfat nukleotidiltransferaza
Nukleozid-trifosfat-heksoza-1-fosfat nukleotidiltransferaza (EC 2.7.7.28, NDP heksoza pirofosforilaza, heksoza 1-fosfat nukleotidiltransferaza, heksoza nukleotidilatni enzim, nukleozid difosfoheksozna pirofosforilaza, heksoza-1-fosfatna guanililtransferaza, GTP:alfa-D-heksoza-1-fosfatna guanililtransferaza, GDP heksozna pirofosforilaza, guanozin difosfoheksozna pirofosforilaza, nukleozid-trifosfat-heksoza-1-fosfatna nukleotidiltransferaza, NTP:heksoza-1-fosfat nukleotidiltransferaza) je enzim sa sistematskim imenom NTP:alfa-D-aldoza-1-fosfat nucleotidiltransferaza. Ovaj enzim katalizuje sledeću hemijsku reakciju
nukleozid trifosfat + alfa-D-aldoza 1-fosfat {\displaystyle \rightleftharpoons } difosfat + NDP-heksoza
Supstrati ovog enzima u reverznom smeru su guanozin, inozin i adenozin difosfat heksoze.

## Literatura
- Nicholas C. Price; Lewis Stevens (1999). Fundamentals of Enzymology: The Cell and Molecular Biology of Catalytic Proteins (Third изд.). USA: Oxford University Press. ISBN 019850229X.
- Eric J. Toone (2006). Advances in Enzymology and Related Areas of Molecular Biology, Protein Evolution (Volume 75 изд.). Wiley-Interscience. ISBN 0471205036.
- Branden C; Tooze J. Introduction to Protein Structure. New York, NY: Garland Publishing. ISBN 0-8153-2305-0.
- Irwin H. Segel. Enzyme Kinetics: Behavior and Analysis of Rapid Equilibrium and Steady-State Enzyme Systems (Book 44 изд.). Wiley Classics Library. ISBN 0471303097.

## Spoljašnje veze
- Nucleoside-triphosphate-aldose-1-phosphate+nucleotidyltransferase на 